# Ngư cụ truyền thống Việt Nam
Ngư cụ truyền thống Việt Nam là những công cụ, dụng cụ được ngư dân sử dụng để khai thác, đánh bắt các loại thủy, hải sản bằng phương pháp thủ công, cổ truyền. Nhiều loại ngư cụ cổ truyền được người Việt sáng chế, sử dụng từ xa xưa còn truyền lại đến ngày nay với số lượng rất lớn, đa dạng, phong phú về loại hình... Một số ngự cụ tiêu biểu gồm: đó, lờ, te (xiệp), câu, đăng, đáy, ống lươn, vó (bè, tép), dậm, mơm, chài, lưới, giỏ…

## Một số ngư cụ truyền thống

### Dậm

Một cơ sở sản xuất dậm

Đây là loại ngư cụ dùng để đánh bắt các loài thủy sản ở những nơi nước không quá sâu (không quá hai phần ba chiều cao người). Đề đánh bắt được hải sản cần có dậm và mõ dậm.
Cấu tạo của dậm gồm hai phần, phần gọng (cạp) và phần phên (phần để bắt tôm, cá…). Gọng dậm dùng để tạo dáng cho phần miệng, cố định toàn bộ mép phên, được làm bằng tre, có hình bán nguyệt, phía dưới phẳng để luôn sát đáy khi đánh bắt, nối từ trung điểm vượt lên quá đỉnh hình bán nguyệt là cán dậm. Phần phên được đan từ các nan tre nhỏ, mềm. Giữa cạp và phên được liên kết với nhau bằng dây mây (gọi là nức dậm), toàn bộ phần phên cong về một phía tạo thành không gian để bắt tôm, cá.
Mõ dậm dùng để lùa (đồn) tôm, cá vào trong dậm. Mõ được làm bằng một đoạn cây tre thẳng, có nhiều đốt, được trẻ bỏ đi 1/3 phía dưới để tạo mặt phẳng. Mõ có cán hình vòng cung, điểm cuối hai đầu cán đính chặt hai đầu mõ. 
Khi đánh bắt, một tay cầm cán dậm, dìm dậm xuống nước sao cho khung bám sát đáy. Một tay cầm mõ dẫm song song và cách miệng dậm một khoảng, một chân dậm mõ dịch chuyển dần về phía miệng dậm để dồn tôm, cá vào phía trong dậm. Khi tôm, cá… đã được dồn vào trong dậm, tiến hành nhấc dậm lên để thu cá. 

### Đơm, đó, lờ

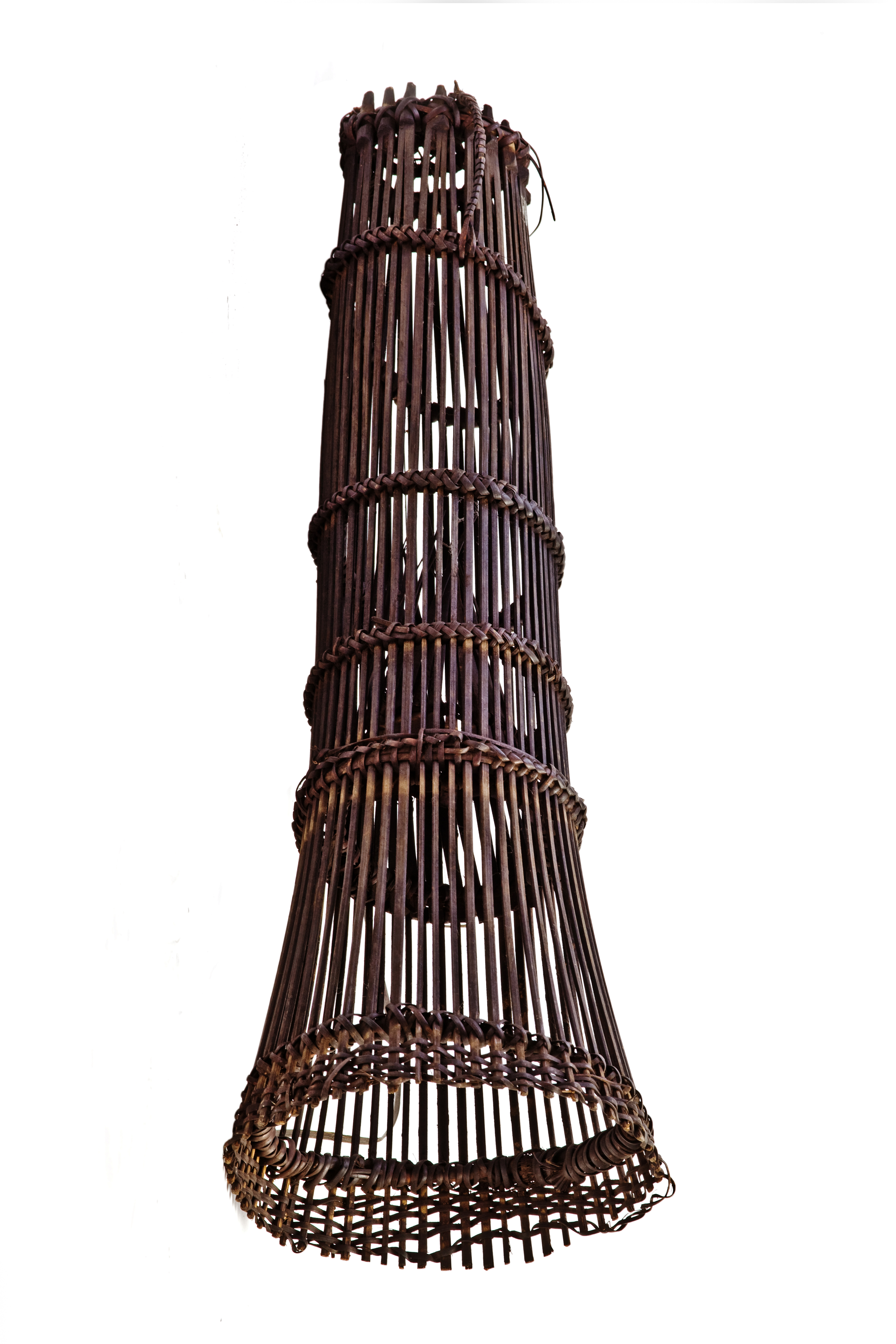
Đơm

Đơm, đó, lờ là những ngư cụ cố định dùng để đánh bắt các loài thủy sản ở những dòng nước nhỏ, chảy chậm, không quá sâu. Những ngư cụ này được đan bằng tre, hình ống, thót một hoặc hai đầu, mỗi đầu buộc một cái hom. Hình dáng, kích thước rất đa dạng, tùy thuộc vào khu vực đánh bắt, tập quán của từng địa phương.  
Khi đánh bắt, dùng đất đắp hoặc các dụng cụ, phương tiện khác chắn ngang dòng để nước chảy vào một khe hẹp và đặt đơm, đó, lờ ở đó để tôm, cá… di chuyển theo dòng nước qua hom vào trong. 

### Nơm

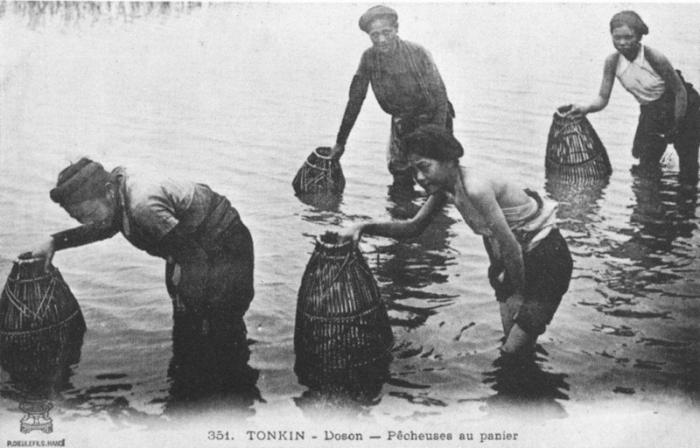
Quần nơm

Đây là ngư cụ dùng để khai thác các loài cá ở ruộng, ao, đầm.
Nơm có hình chuông (nón cụt, nơm nhốt gà…), thông hai đầu, được làm từ nhiều thanh tre (vê tròn) liên kết với nhau bằng 2-3 vành đai mây (giàng) chắc chắn; miệng trên tròn, đường kính 0,2 – 0,25m, có cạp để cố định các thanh tre, đồng thời để người đánh cá cầm và điều khiển nơm, đáy dưới thủng. Đáy dưới có đường kính từ 0,5-0,7m, độ cao của nơm khoảng từ 0,5-0,8m
Khi đánh bắt cá, ngư dân thường lội xuống nước, tay cầm miệng nơm úp liên tục từ trên xuống, khi phát hiện có cá quẫy bên trong dùng tay bắt qua miệng nơm.  

### Chài
Đây là ngư cụ sử dụng phổ biến ở Việt Nam để đánh bắt thủy, hải sản ở ao, hồ, sông, suối và ven biển.
Chài được đan bằng lưới, dạng hình chóp, kích thước mắt lưới đồng đều từ đỉnh đến dụi nhưng số mắt lưới tăng dần (để chu vi càng ngày càng lớn). Đỉnh chài được đính với một sợi dây kéo dùng để kéo sau khi quang. Dụi chài là phần túi lắp theo vòng tròn ở đáy là nơi để chứa tôm, cá; được đan bằng sợi có độ thô chỉ lưới lớn hơn phần thân chài. Giếng chài (chu vi hình tròn ở đáy chài) được đính một số lượng lớn chì khá lớn để miết giềng sát đáy khi thu chài.
Chài có phạm vi vây bắt cá hẹp, chỉ có hiệu quả đánh bắt ở khu vực có tôm, cá tập trung. Thông thường, ngư dân dùng mồi có mùi thơm để tập trung cá trước khi quăng chài.
Khi quăng, tung mạnh chài về phía trước để chài xòe rộng và chụp xuống nước vây cá ở phía trong. Tôm, cá thấy động, chúi xuống đáy, cần ngâm chài một để cá ngoi lên, và kéo chài từ từ để riềng chì chụm lại, cá dồn về dụi và tiến hành thu nhặt cá. 
Ngoài ra, còn nhiều loại ngư cụ có cấu tạo và nguyên tắt đánh bắt tương tự như chài, đó là các loại lưới chụp (chụp mực, chà rà…). Lưới chụp được thả chụp từ trên xuống, cá bị giữ lại bên trong lưới bởi giềng chì, và được kéo lên mặt nước.  

### Trúm, Ống Lươn
Đây là  loại ngư cụ dùng để bẫy và bắt lươn, thậm chí bắt được cả chạch; thường được làm bằng ống nứa (có nơi làm bằng ống nhựa), đường kính 4 – 6 cm, dài 50 – 80 cm, rỗng ruôt. Ống có một đầu bịt kín, trên thành ống đục 3-4 lỗ nhỏ thông hơi cho lươn thở, đầu còn lại rỗng được đính với hom. Hom được đan bằng nan tre, hình phễu, lươn chui được vào nhưng không chui được ra.
Để bắt lươn cần phải dùng mồi dẫn dụ. Mồi được chế biến chủ yếu từ giun, ốc, nhái... băm nhỏ rồi trộn nhuyễn với đất và cám tạo độ dẻo để không tan trong nước, bám được vào thành ống lươn. Ống lươn được đặt ở những nơi có bùn, để nghiêng 45 độ, phần đáy ống nhô lên khỏi mặt nước khoảng 10 cm. Thời điểm đặt ống lươn vào buổi tốt, thời điểm vớt ống vào sáng sớm  ngày hôm sau.

### Đăng
xxxxnhỏ|Chắn đăng ở ven sông]]
Đây là loại ngư cụ cố định sử dụng phổ biến để chặn bắt cá cá ở những ngư trường có dòng chảy, thủy triều lên, xuống, mật độ cá qua lại nhiều (ven biển, sông, đầm...).
Đăng thường được làm bằng lưới hoặc bằng tre, có cấu tạo đa dạng, phong phú tùy theo ngư trường đánh bắt, đối tượng đánh bắt, tập quán đánh bắt vùng miền. Đăng tre thường được dùng để đánh bắt tôm, cá nhỏ ở vùng nước có độ sâu nhỏ (ven sông, ao, đầm…). Đăng lưới được làm bằng lưới và hệ thống dây giềng, thường được sử dụng để khai thác cá ngoài biển; kích thước và quy mô lớn và rất lớn, cánh lưới, lưới dẫn có thể dài đến hàng ngàn mét, diện tích vây lưới có thể rộng từ 1.000-2.000m².
Đăng thường có cấu tạo gồm: lưới dẫn là một dải lưới hình chữ nhật, được thả để chặn đường cá di chuyển, cá sẽ theo lưới dẫn và đi về phía của đăng; lưới cánh lắp ở hai bên cửa đăng tạo thành một góc xiên để hướng cá đi vào cửa đăng; cửa hom dẫn cá vào trong đăng không cho cá quay trở ra; lưới chuồng là nơi nhốt cá sau khi đã vào đăng.

### Cần câu
Đây là loại ngư cụ dùng để câu cá, có nhiều loại câu như: cần câu, câu tay, câu giàn… Thông thường câu có cấu tạo gồm hai phần: lưỡi cẫu và dây câu. Khi câu, lưỡi cẫu được mắc mồi để dụ, lôi cuốn cá cắn vào lưỡi, sau đó kéo dây câu để bắt cá. Cũng có trường hợp câu không dùng mồi, khi đó ngạnh câu móc vướng vào thân khi đi lại gần lưỡi câu.

### Vó tép
Là loại ngu cụ dùng để bắt tép, cá loại nhỏ ở những vùng nước nông. Vó có cấu tạo gồm: gọng vó, lưới vó. Gọng vó thường làm bằng tre; thường chọn từ những cây tre già, chặt từng đoạn dài tầm sải tay, pha nhỏ thành bốn gọng vó, uốn cong hình chữ U.
Lưới vó được làm bằng lưới bện, hoặc được tận dụng từ những chiếc màn cũ, cắt hình vuông, mỗi chiều khoảng 60 cm. Mỗi lưới vó vá thêm hai hoặc ba mụn vải về phía các góc để phết mồi nhử tép.
Mồi nhử tép được nấu bằng cám, cơm, cho thêm chút vôi; được đánh nhuyễn  và miết vào mấy miếng vải vá mặt vó.
Để cất vó, chọn những vị trí nước không quá sâu, nước lặng hoặc dòng chảy chậm, đặt vó xuống sao cho bằng phẳng, để một lúc để lôi cuốn tép vào vó ăn môi rồi cất. Khi cất, khẽ luồn đầu cần dưới óc vó và vừa cất nhẹ nhàng, vừa kéo thật gọn, khi rốn vó sắp lên khỏi mặt nước thì dằn cần lại để có độ dừng sao cho vó không bung lên hất tép ra ngoài. Sau đó, tay trái giữ cần, tay phải nhúm chân góc vó và nghiêng ngược chiều gió khẽ giũ tép vào rá, rổ, giỏ... 